# Банші Інішерина
«Банші Інішерина» (англ. «The Banshees of Inisherin») — трагікомедія 2022 року від режисера, сценариста та співпродюсера Мартіна Мак-Дони. Дія фільму відбувається на віддаленому вигаданому острові біля західного узбережжя Ірландії, у фільмі Колін Фаррелл та Брендан Глісон грають двох давніх друзів, які опиняються в глухому куті, коли один раптово розриває їхні стосунки з сумними наслідками для обох. Мак-Дона вчергове поєднує Фаррелла та Глісона, які раніше працювали разом у його режисерському дебюті «Залягти на дно в Брюгге» (2008).
Світова прем'єра фільму відбулася на 79-му Венеційському міжнародному кінофестивалі 5 вересня 2022 року, де Фаррелл отримав Кубок Вольпі за найкращу чоловічу роль, а Мак-Дона — «Золоту Озеллу» за найкращий сценарій. Компанія «Searchlight Pictures» 21 жовтня 2022 року випустила фільм в кінопрокат в Ірландії, Великій Британії та США. Фільм отримав широке визнання критиків, з особливою відзнакою щодо режисури та сценарію Мартіна Мак-Дони, гри акторського складу та музики Картера Бервелла. Стрічка зібрала у світовому прокаті 50,03 мільйона доларів проти 20 мільйонів доларів бюджету.
«Банші Інішерина» отримали дев'ять номінацій на 95-й церемонії вручення премії «Оскар», включно із найкращим фільмом, найкращою режисурою, найкращою чоловічою роллю (Колін Фаррелл), найкращою чоловічою роллю другого плану (Брендан Глісон і Баррі Кіоган), найкращою жіночою роллю другого плану (Керрі Кондон) та найкращим оригінальним сценарієм. На 80-й церемонії вручення премії «Золотий глобус» фільм отримав три перемоги у восьми номінаціях: Найкращий фільм — мюзикл або комедія, Найкращий актор — мюзикл або комедія (Колін Фаррелл) та Найкращий сценарій. Крім того, на 29-й церемонії вручення премії Гільдії кіноакторів фільм отримав п'ять номінацій разом із «Все завжди і водночас» (2022), зрівнявши рекорд за кількістю номінацій, встановлений раніше «Закоханим Шекспіром» (1998), «Чикаго» (2002) та «Сумнівами» (2008). Фільм також отримав чотири нагороди BAFTA з десяти номінацій: Найкращий британський фільм, Найкращий актор другого плану (Баррі Кіоган), Найкраща актриса другого плану (Керрі Кондон) та Найкращий оригінальний сценарій. Фільм також був названий одним із десяти найкращих фільмів 2022 року Національною рецензійною радою.

## Сюжет
Наприкінці громадянської війни в Ірландії в 1923 році на вигаданому ірландському острові Інішерин фолк-музикант Колм Доерті раптово починає ігнорувати свого давнього друга Патрикія, що призводить до несподіваних наслідків для обох.

## У ролях
- Брендан Глісон — Колм Доерті
- Колін Фаррелл — Патрикій
- Баррі Кіоган — Домінік Керні
- Керрі Кондон — Шівон Салліван
- Пет Шортт — Джонджо Девайн
- Девід Пірс — священник

## Виробництво
У лютому 2020 року було оголошено, що Мартін Мак-Дона домовився з Searchlight Pictures про свою наступну режисерську роботу, а Брендан Глісон та Колін Фаррелл виконають головні ролі. У серпні 2021 року до акторського складу приєдналися Баррі Кіоган і Керрі Кондон.
Зйомки почалися в серпні 2021 року в Інішморі. Сцени також знімалися на острові Ахілл. Зйомки завершилися 23 жовтня 2021 року.